# Redcliffe
Redcliffe är en del av en befolkad plats i Australien. Den ligger i kommunen Belmont och delstaten Western Australia, nära delstatshuvudstaden Perth. Antalet invånare är 4 280.
Runt Redcliffe är det tätbefolkat, med 982 invånare per kvadratkilometer.. Närmaste större samhälle är Perth, nära Redcliffe. 
Runt Redcliffe är det i huvudsak tätbebyggt. Genomsnittlig årsnederbörd är 820 millimeter. Den regnigaste månaden är juli, med i genomsnitt 142 mm nederbörd, och den torraste är januari, med 11 mm nederbörd.